# Sinfín
Sinfín (2005) es una película dirigida por Manuel Sanabría y Carlos  Villaverde, alias Pocho, creadores del film La fiesta.
Está protagonizada, entre otros, por Dani Martín, Nancho Novo, El Sevilla, Armando del Río y Ana Álvarez. La película contó con buen reparto y distribución, pero no tuvo el éxito esperado para la producción. La película rinde homenaje a los grandes roqueros de distintas generaciones, y al mundo del rock and roll en general.

## Argumento
Años 80. Javi (Jorge Sanz), Nacho (Nancho Novo), Rafa (Armando del Río), Larry (El Sevilla) y Laura (Ana Álvarez) forman el exitoso grupo Sinfín. Todo cambia cuando Javi descubre que su novia Laura está enamorada de su amigo Rafa y el primero muere previo al concierto en la Plaza de toros de Las Ventas por sobredosis de cocaína.
Años 2000. Iván (Dani Martín), el hermano pequeño del difunto Javi, quiere hacerse un hueco en el mundo de la música, pero parece que es más difícil de lo que él creía. Cuando el mánager de Sinfín (Carlos Iglesias) lo descubre, decide reunir al grupo con el nuevo líder. Así será cómo, unos veinte años después, el grupo, con más canas y algunos kilos de más, vuelva a reunirse para tocar una última canción.
- Datos: Q6129234